# أوين موريسون
أوين موريسون (بالإنجليزية: Owen Morrison)‏ (8 ديسمبر 1981 بديري في أيرلندا الشمالية - ) هو لاعب كرة قدم بريطاني في مركز الوسط. شارك مع منتخب أيرلندا الشمالية تحت 21 سنة لكرة القدم. أما مع النوادي، فقد لعب مع برادفورد سيتي وبورتاداون ودونفرملين أثلتيك وديري سيتي وستوكبورت كونتي وشيفيلد وينزداي وشيفيلد يونايتد ونادي سليغو روفرز وهال سيتي وF.C. New York ‏ وLetterkenny Rovers F.C. ‏.

## وصلات خارجية
- أوين موريسون على موقع قاعدة بيانات كرة القدم.إي يو (الإنجليزية)
- أوين موريسون على موقع Soccerbase.com (لاعب) (الإنجليزية)
- أوين موريسون على موقع عالم كرة القدم.نت (الإنجليزية)